# شهرک خواجه رواش
شهرک خواجه رَواش یک شهرک و محله‌ای در افغانستان واقع در محدودهٔ محله قَصَبَه در شرق شهر کابل است که دارای ۷۸ بلاک و ۲۰۱۴ آپارتمان می‌باشد.
خواجه رواش از محلات امن‌تر و مدرن‌تر کابل است و به خاطر قرار گرفتن در ارتفاع کیفیت هوای آن نیز بهتر از محلات مرکزی‌تر کابل است. خواجه رواش در نزدیکی فرودگاه کابل واقع شده و حدود ۹ هزار مستأجر از طبقه متوسط کابل در آن سکونت دارند.

## پیشینه
کار ساخت این شهرک مسکونی در سال ۱۳۹۱ در زمینی به وسعت ۴۰ هکتار آغاز شد. برای ساخت مجتمع‌های مسکونی خواجه رواش ۶٫۳ میلیارد افغانی (بیش از ۹۲ میلیون دلار) هزینه شده‌است.
پروژه خواجه رواش اولین پروژه مشترک میان حکومت افغانستان و بخش خصوصی بوده که حجم سرمایه‌گذاری آن حدود یک میلیارد دلار می‌باشد.
این شهرک از امکانات فاضلاب، آب آشامیدنی بهداشتی، تصفیه‌خانه، اینترنت، تلفن، سیستم گرمایش مرکزی، پارک تفریحی، فضای سبز، ساختمان‌های فرهنگی و آموزشی، بهداشتی، مسجد جامع، و رستوران برخوردار است.